# Vương cung thánh đường Sở Kiện
Vương cung thánh đường Sở Kiện (Duomo di Sở Kiện, còn được gọi là Nhà thờ Kẻ Sở) là một nhà thờ Công giáo Rôma tọa lạc ở phường Châu Sơn, tỉnh Ninh Bình, thuộc Tổng Giáo phận Hà Nội, Việt Nam. Đây là một trong những nhà thờ cổ kính và to lớn nhất của tổng giáo phận này, từng đóng vai trò như một nhà thờ chính tòa giáo phận từ năm 1882 đến 1936 (từ năm 1936 nhà thờ chính tòa chuyển sang Nhà thờ Lớn Hà Nội). Cho đến nay, Sở Kiện là công trình duy nhất ở Việt Nam có khuôn viên được quy hoạch và xây dựng theo kiểu quần thể nhà thờ duomo của Ý.
Ngày 24 tháng 6 năm 2010, Bộ Phụng Tự của Tòa Thánh có sắc phong nâng nhà thờ Sở Kiện thành tiểu vương cung thánh đường mang tước hiệu Đức Mẹ vô nhiễm nguyên tội. Thánh lễ cung hiến bàn thờ và công bố tước hiệu tiểu vương cung thánh đường diễn ra vào ngày 8 tháng 12 năm 2011 do tổng giám mục Hà Nội Phêrô Nguyễn Văn Nhơn chủ sự, có sự hiện diện của tổng giám mục Leopoldo Girelli - đại diện không thường trú của Tòa Thánh tại Việt Nam.

## Tên gọi
Tên "Sở Kiện" là ghép từ tên của làng Sở (hay Ninh Phú) chuyên làm ruộng và làng Kiện (hay Kiện Khê) chuyên nghề buôn bán, nung vôi. Thời xưa, với địa hình hiểm trở, Sở Kiện từng là trung tâm giáo quyền và là nơi ẩn náu của giáo dân và giáo sĩ giáo phận Đàng Ngoài từ năm 1659, giáo phận Tây Đàng Ngoài từ năm 1858 đến 1892 thời nhà Nguyễn bắt đạo Công giáo.

## Kiến trúc

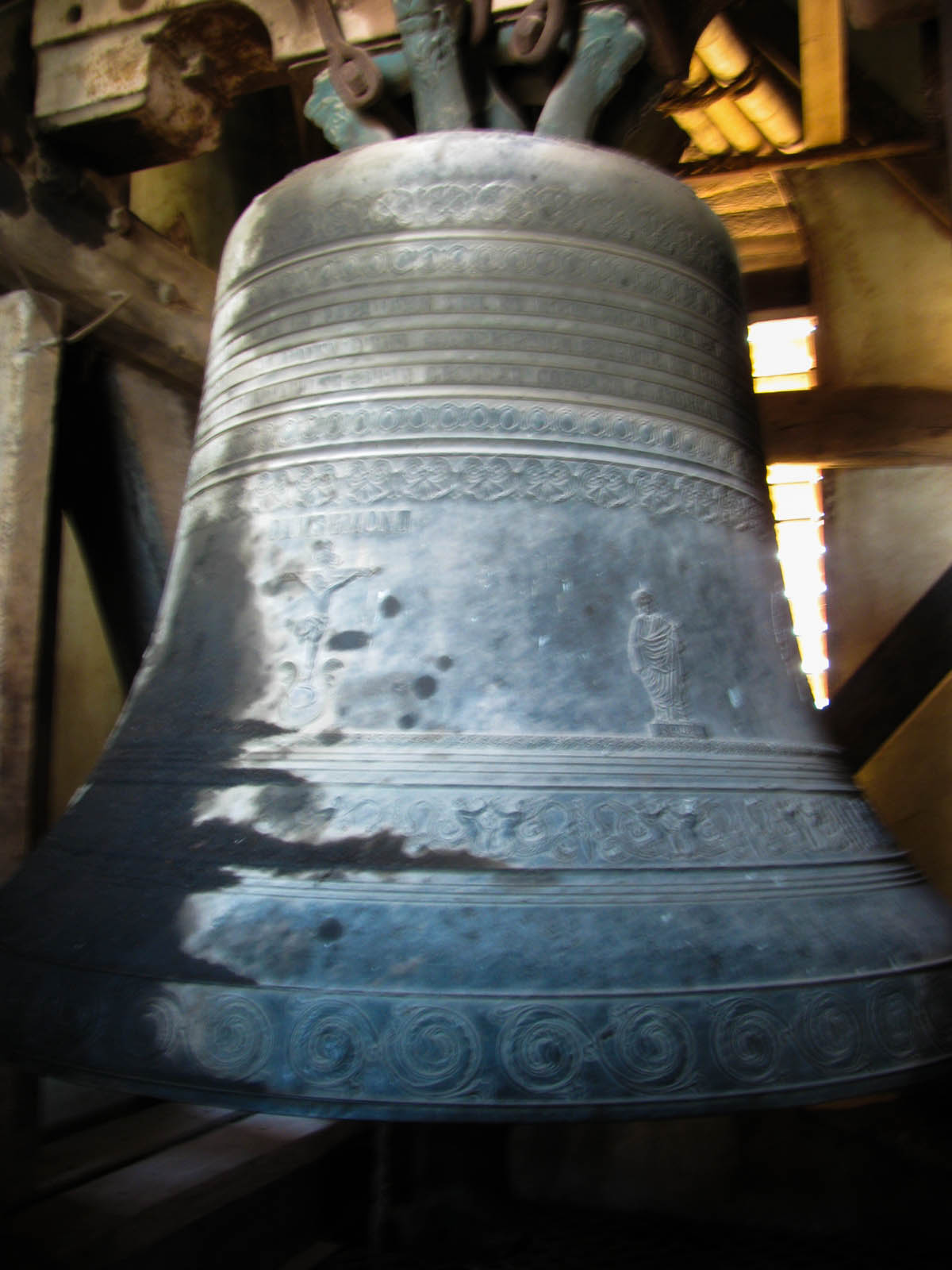
Quả chuông lớn nhất ở nhà thờ Sở Kiện

Quần thể Sở Kiện gồm có nhà thờ trung tâm, tòa giám mục và chủng viện. Nhà thờ Sở Kiện theo kiến trúc Gothic, được Giám mục Tông tòa Tây Đàng Ngoài Puginier (tên Việt là Phước) cho khởi công xây dựng vào ngày 23 tháng 10 năm 1877 và hoàn tất vào năm 1882. Đây là công trình khá đồ sộ, toàn bộ nền được lót gỗ lim để chống sụt lún. Nhà thờ dài 67,2 mét, rộng 31,2 mét và cao đỉnh 23,2 mét, tước hiệu Đức Mẹ Vô Nhiễm Nguyên Tội. Với 4 hàng cột, chia làm 5 gian dọc, nhà thờ có thể chứa từ 4.000 đến 5.000 người.
Giống như hầu hết các kiến trúc nhà thờ ở tây phương, nhà thờ Sở Kiện cũng có các ô cửa kính màu vẽ tranh các vị thánh hoặc các sự kiện trong Kinh Thánh. Tuy nhiên, khu vực cung thánh và bàn thờ lại được làm bằng gỗ chạm trổ tinh vi, sơn son thiếp vàng theo phong cách truyền thống Việt Nam. Tháp chuông nhà thờ có 4 quả chuông lớn mang các sắc âm Đố - Mi - Sol - Đồ, với trọng lượng lần lượt là 2461 kg, 1281kg, 717kg và 318kg, đều được làm phép vào ngày 25 tháng 12 năm 1898. Bên trong nhà thờ còn lưu giữ một cây đàn đại phong cầm cổ trên lầu hát; hài cốt, vải thấm máu của nhiều vị Thánh tử đạo Việt Nam và các dụng cụ mà nhà cầm quyền khi xưa đã xiềng xích, tra tấn các vị này.
Từ năm 1936, tòa giám mục và chủng viện chuyển về Hà Nội và Nhà thờ Lớn được chọn làm nơi đặt ngai Đại diện Tông tòa. Nhà thờ Sở Kiện trở thành nhà thờ giáo xứ, không còn đóng vai trò trung tâm của giáo phận này, không có ai coi sóc thường xuyên nên xuống cấp. Mãi đến năm 1990, nhà thờ Sở Kiện mới được trùng tu lần đầu tiên. Năm 2008, Tổng Giám mục Giuse Ngô Quang Kiệt chỉ định Sở Kiện là Trung tâm Hành hương Các Thánh Tử đạo của Tổng giáo phận Hà Nội.